# Gubernia białoruska

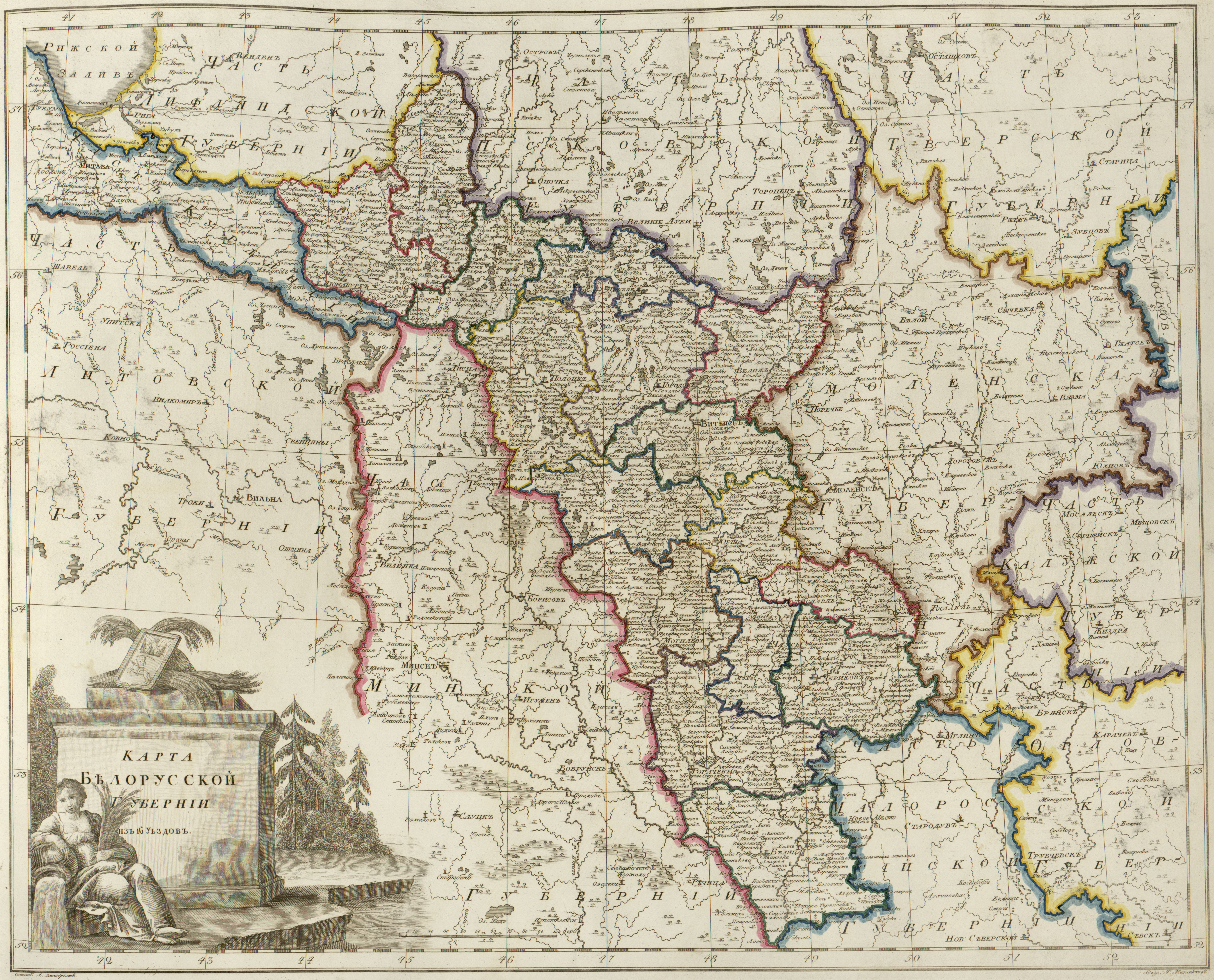
Mapa guberni białoruskiej

Gubernia białoruska (ros. Белорусская губерния) – jedna z guberni Imperium Rosyjskiego, istniejąca w latach 1796–1801, utworzona na ziemiach zabranych I Rzeczypospolitej. 
Gubernia białoruska powstała na mocy ukazu Pawła I z dnia 1 (12) grudnia 1796 roku. Stolicą guberni był Witebsk. Na jej obszar składały się gubernie połocka i mohylewska. Obejmowała 16 powiatów:

- bielicki,
- czausowski,
- czerykowski,
- dyneburski,
- horodecki,
- lucyński, mohylewski,
- mścisławski,
- newelski,
- orszański,
- połocki,
- rohaczewski,
- siebieski,
- sienneński (sieński),
- wieliski,
- witebski[1].

Z powodu wielkiej rozległości guberni, którą ciężko było zarządzać, ukazem Aleksandra I z  27 lutego 1802 roku dokonano podziału guberni białoruskiej na mohylewską ze stolicą w Mohylewie i witebską ze stolicą w Witebsku.